# Andrzej Wiktor

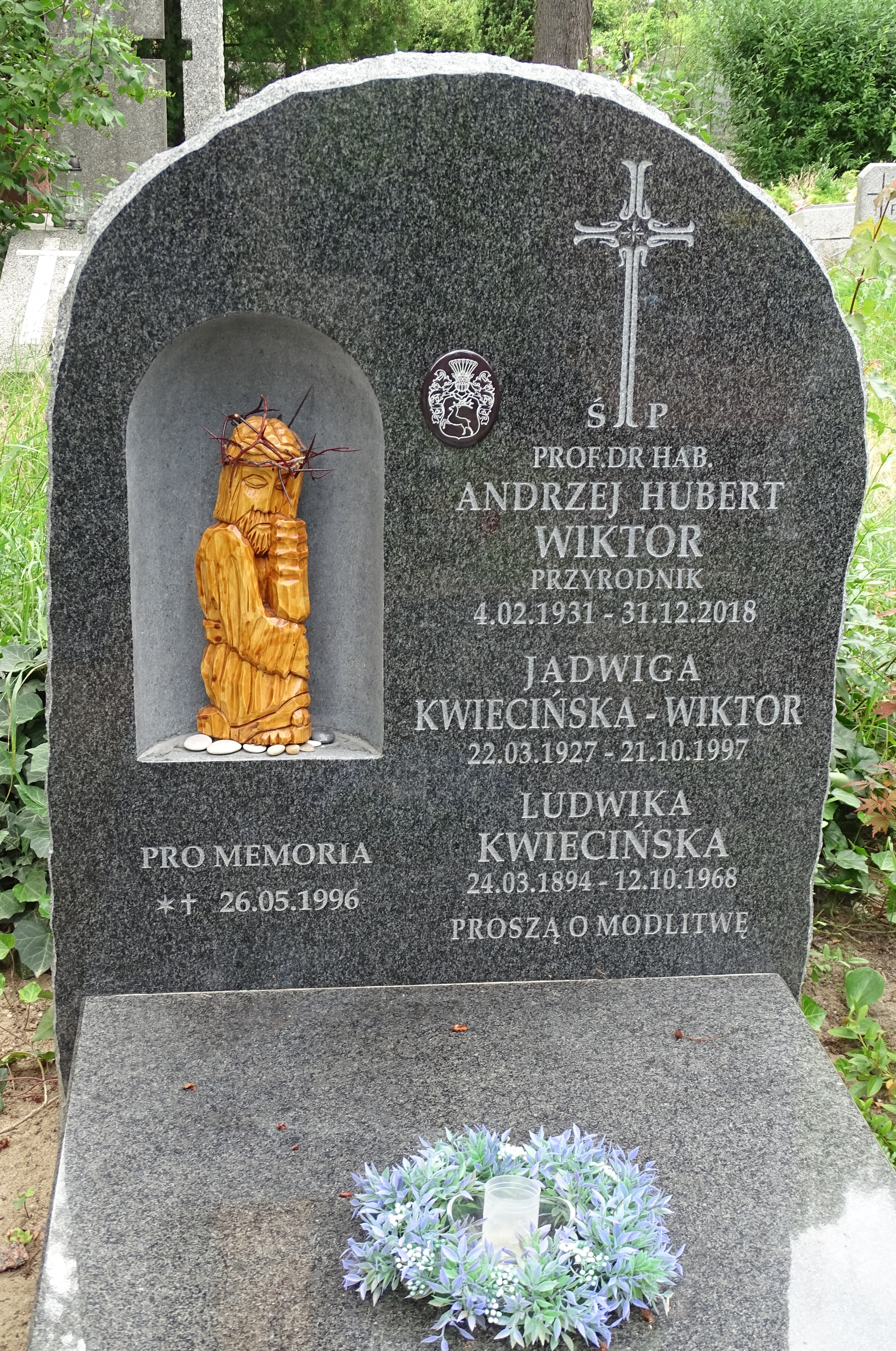
Grób prof. Wiktora na cmentarzu przy ul. Smętnej we Wrocławiu

Andrzej Hubert Wiktor (ur. 4 lutego 1931 w Nowej Wsi k. Rzeszowa, zm. 31 grudnia 2018) – polski zoolog, malakolog, profesor zwyczajny, wykładowca Uniwersytetu Wrocławskiego, autor wielu artykułów, monografii i książek, od 1984 roku dyrektor Muzeum Przyrodniczego Uniwersytetu Wrocławskiego. Pełnił funkcję Prezesa Polskiego Towarzystwa Zoologicznego. Członek Polskiej Akademii Umiejętności i Komitetu Zoologii PAN.
Pracę doktorską, dotyczącą mięczaków Ziemi Kłodzkiej, obronił na Uniwersytecie Poznańskim w 1962 r. Następnie, po 9 latach pracy na Akademii Medycznej, dostał etat w Muzeum Zoologicznym Uniwersytetu Wrocławskiego (obecnie Muzeum Przyrodnicze), gdzie spędził całe swoje naukowe życie, aż do przejścia na emeryturę w 2002 r. Prowadził badania nad systematyką, filogenezą, morfologią i ekologią ślimaków. Opracował kilka monografii z kilkunastu rodzin ślimaków nagich żyjących na świecie. Zgromadził największy na świecie zbiór lądowych ślimaków nagich obejmujący głównie faunę półkuli północnej. Opisał naukowo około 50 gatunków ślimaków.. Habilitował się w 1971 r., ale ze względów politycznych (nigdy nie należał do partii) nie dostał etatu docenta, dopiero gdy w 1973 r. został mianowany prodziekanem, to w jakiś czas potem uzyskał to stanowisko. W 1980 r. otrzymał tytuł profesora nadzwyczajnego oraz etat dyrektora Muzeum Przyrodniczego Uniwersytetu Wrocławskiego i tę funkcję pełnił przez siedem kadencji (21 lat). Tytuł profesora zwyczajnego otrzymał w 1989. 